# Беэр-Товия (мошав)
Беэр-Товия (ивр. בְּאֵר טוֹבְיָה‎) — мошав в Южном округе Израиля, административно входящий в одноимённый региональный совет. Основан как мошава 13 сентября 1888 года (первоначально под названием Кастина), несколько раз покидался и восстанавливался, в последний раз — 11 марта 1930 года как мошав.

## География
Мошав Беэр-Товия расположен в Южном округе Израиля на равнине Шфела к западу от города Кирьят-Малахи. Входит в одноимённый региональный совет в составе Ашкелонского административного округа.

## История
В 1887 году 25 еврейских семей из Бессарабии, планирующих переселиться в Землю Израильскую, обратились за помощью к известному своей благотворительностью барону Эдмону Биньямину де Ротшильду. На средства барона была приобретена земля на юге страны, между арабскими деревнями Бейт-Драс и Кастина, и 13 сентября 1888 года еврейские поселенцы прибыли на место и начали обустройство мошавы, также получившей название Кастина. Это поселение затем на протяжении многих лет оставалось самым южным форпостом еврейского поселенческого движения в Палестине.
Условия в новом месте были неблагоприятными, поселенцы страдали от нехватки воды, изоляции и нищеты, арабские соседи были настроены к ним враждебно, и в 1892 году евреи покинули Кастину. Четыре года спустя земли Кастины были приобретены движением «Ховевей Цион», члены которого восстановили поселение, дав ему новое имя Беэр-Товия (от арабского «Бир-ат-Табия»). В 1912 году по предложению Артура Руппина к ним присоединилась группа членов движения «Ха-Поэль ха-Цаир» — воспитанников сельскохозяйственной школы Микве-Исраэль, однако они не сумели приспособиться к условиям жизни в Беэр-Товии и постепенно покинули мошаву (последний из них уехал через 12 лет). В 1925 году освободившиеся земли были приобретены Еврейским национальным фондом.
В 1929 году, в ходе арабских беспорядков в Палестине, Беэр-Товия подверглась нападению арабов из соседней деревни Аль-Мадждаль. Жители Беэр-Товии обороняли мошаву три дня, а затем были эвакуированы британскими мандатными властями, после чего поселение было полностью разрушено. Менее чем через год, 11 марта 1930 года, на его месте бывшие бойцы Еврейского легиона и выходцы из кибуцев в северной части Палестины (в основном из Мерхавии и Кфар-Гилади) основали мошав, сохранив за ним имя Беэр-Товия. Мошав получал значительную финансовую помощь со стороны руководства еврейского ишува в Палестине и за несколько лет добился экономической стабильности. В 1930 году число жителей Беэр-Тувии составляло 120 человек в 44 домохозяйствах, а уже к 1935 году число хозяйств выросло более чем вдвое.

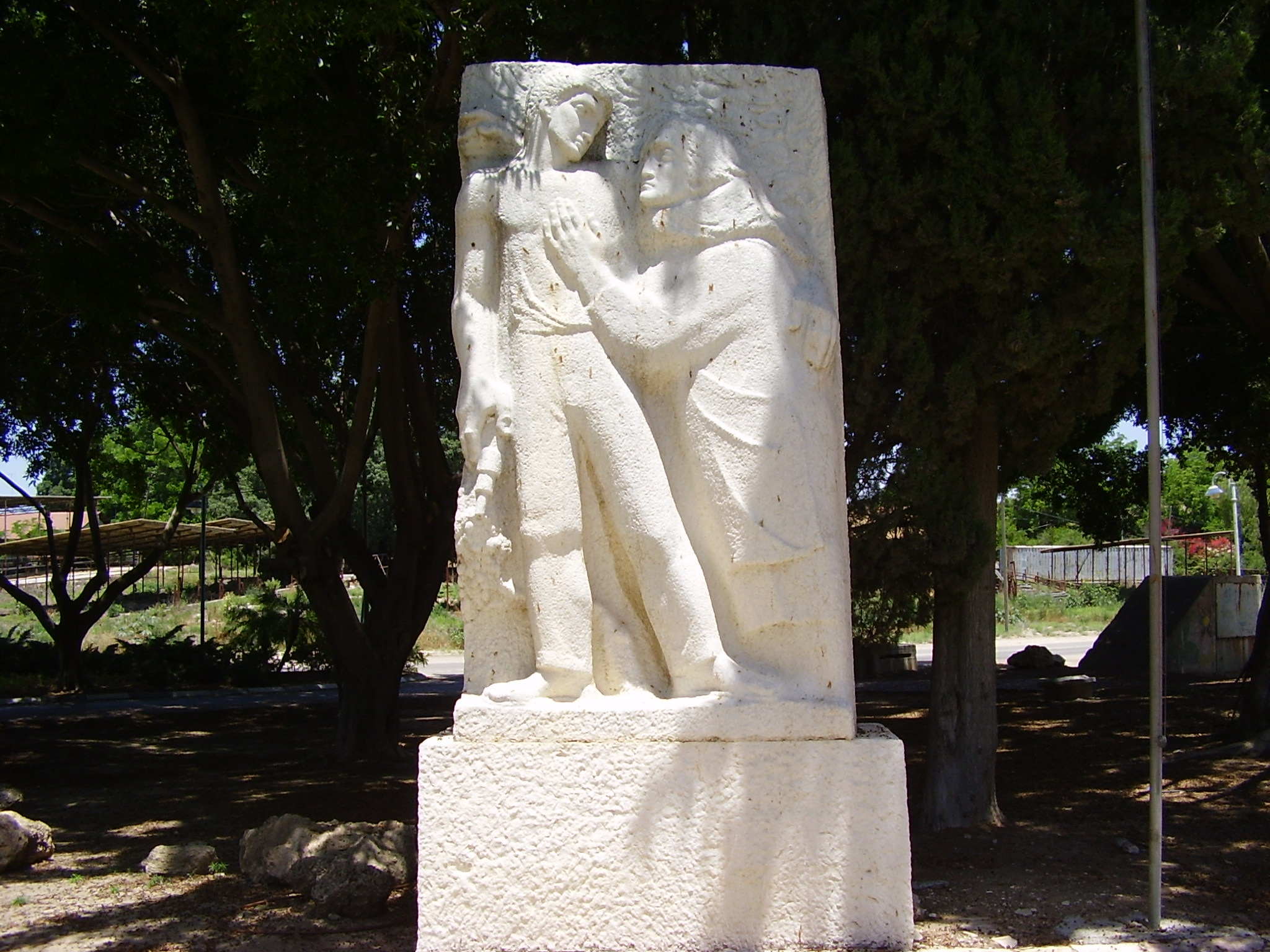
Памятник погибшим в Войне за независимость

Многие жители Беэр-Товии служили в британских вооружённых силах в ходе Второй мировой войны. Когда началась Война за независимость Израиля, мошав стал опорным пунктом еврейских войск, которые вели боевые действия против египетской армии на юге Палестины. Рядом с Беэр-Товией 1 апреля 1948 года совершил посадку самолёт с грузом оружия из Чехословакии, которое затем было использовано в операции «Нахшон». В ходе операции «Младенец» 15—17 мая 1948 года в Беэр-Товию были эвакуированы дети из ряда соседних еврейских поселений. В настоящее время в мошаве установлен памятник погибшим в Войне за независимость.
По окончании Войны за независимость началась активная механизация мошавного хозяйства. В Беэр-Товии были внедрены механические доилки, жатки и трактора, расширены посевные площади и молочное производство.

## Население и администрация
По данным Центрального статистического бюро Израиля, население на начало 2020 года составляло 1 289 человек.
По данным переписи населения 2008 года, медианный возраст жителей равнялся 36 годам; около 29 % населения составляли дети и подростки в возрасте до 17 лет, 18 % — люди пенсионного возраста (65 лет и старше). 97,5 % населения были евреями, из их числа 8,6 % — репатрианты из стран рассеяния.
49 % населения мошава в возрасте 15 лет и старше (39 % мужчин и 60 % женщин) имели образование выше среднего, в том числе 30,4 % — как минимум первую учёную степень. Среди женщин доля обладательниц академических степеней составляла свыше 37 %, среди мужчин — 24 %.
Среднее число людей в домохозяйстве в 2008 году составляло 2,8. В большинстве домохозяйств состояло от 2 до 5 человек, только 23 % домохозяйств составляли одиночки.
Управление мошавом осуществляют два выборных органа — местный совет и правление сельскохозяйственного кооператива. В местном совете 5 человек, избираемых раз в 5 лет на общих выборах. В правлении сельскохозяйственного кооператива также 5 человек, избираемых раз в 2 года членами кооператива.

## Экономика
Беэр-Тувия представляет собой сельскохозяйственное поселение. Основу хозяйства мошава составляет молочное животноводство: в год в мошаве производится 24 миллиона литров молока. Помимо этого, в Беэр-Тувии выращиваются телята и овцы на мясо. В число продуктов, производимых мошавом — яйца и бройлерные куры, персики, хурма, яблоки, сливы, инжир, гранаты, маслины, столовые и винные сорта винограда, листовой салат, фенхель, кольраби, цветная и белокочанная капуста, тыквы (в том числе мускатные), баклажаны, помидоры, артишоки и репчатый лук. На полях мошава выращиваются пшеница, кормовой клевер и кукуруза, действуют теплицы, где выращиваются нарциссы, лютики, птицемлечники и амариллисы.
73,5 % жителей мошава в возрасте 15 лет и старше в 2008 году входили в состав трудоспособного населения Израиля. Из этого числа 99,5 % были трудоустроены, в том числе как наёмные работники — 82,5 % женщин и 50 % мужчин. Почти половина жителей ездила на работу в другие населённые пункты. Более 30 % населения были заняты в сельском хозяйстве, ещё 14 % — в сфере образования и 13 % — в бизнесе, в том числе торговле недвижимостью. Около 20 % населения работало в различных академических специальностях.
В 2008 году в 82 % домохозяйств мошава имелся компьютер. 86 % домохозяйств располагали как минимум одним автомобилем, 52 % — двумя и более. В среднем на домохозяйство приходилось 2,3 сотовых телефона. Более 90 % домов насчитывали 3 и больше комнат, в среднем на комнату приходилось 0,7 жильца.